# Cục Tổ chức Trung ương Đảng Cộng sản Nga khóa XII (1923–1924)
Cục Tổ chức Trung ương Đảng Cộng sản Nga khóa XII được bầu tại Hội nghị Trung ương lần thứ nhất của Ban chấp hành Trung ương Đảng Cộng sản Nga (Bolsheviks) khóa XII được tổ chức ngày 26/4/1923.

## Ủy viên chính thức
| Ủy viên chính thức | Ủy viên chính thức             | Ủy viên chính thức | Ủy viên chính thức | Ủy viên chính thức | Ủy viên chính thức |
| STT                | Họ tên (sinh-mất)              | Chức vụ            | Chức vụ            | Chức vụ | Ghi chú            |
| STT                | Họ tên (sinh-mất)              | Nhiệm kỳ           | Nhiệm kỳ           | Chức vụ kiêm nhiệm | Ghi chú            |
| ------------------ | ------------------------------ | ------------------ | ------------------ | --- | ------------------ |
| 1                  | Andrey Andreyev (1895–1971)    | 26/4/1923          | 2/6/1924           | Bí thư Trung ương Đảng Cộng sản Nga Chủ tịch Ủy ban Trung ương Công đoàn Đường sắt                                                                      |                    |
| 2                  | Felix Dzerzhinsky (1877–1926)  | 26/4/1923          | 2/6/1924           | Ủy viên Trung ương Đảng Cộng sản Nga Tổng cục trưởng Tổng cục bảo vệ chính trị Quốc gia                                                                 |                    |
| 3                  | Valerian Kuybyshev (1888–1935) | 26/4/1923          | 2/6/1924           | Thanh tra Kinh tế Tài chính Liên Xô |                    |
| 4                  | Vyacheslav Molotov (1890–1986) | 26/4/1923          | 2/6/1924           | Ủy viên dự khuyết Bộ Chính trị Trung ương Đảng Cộng sản Nga Bí thư Trung ương Đảng Cộng sản Nga                                                         |                    |
| 5                  | Jānis Rudzutaks (1873–1959)    | 26/4/1923          | 2/6/1924           | Bí thư Trung ương Đảng Cộng sản Nga Chủ tịch Cục Trung Á Trung ương Đảng Cộng sản Nga                                                                   |                    |
| 6                  | Alexey Rykov (1881–1938)       | 26/4/1923          | 2/6/1924           | Ủy viên Bộ Chính trị Trung ương Đảng Cộng sản Nga Chủ tịch Hội đồng Dân ủy Liên Xô                                                                      |                    |
| 7                  | Joseph Stalin (1878–1953)      | 26/4/1923          | 2/6/1924           | Tổng Bí thư Trung ươn Đảng Cộng sản Nga Ủy viên Bộ Chính trị Trung ương Đảng Cộng sản Nga Bí thư Trung ương Đảng Cộng sản Nga                           |                    |
| 8                  | Mikhail Tomsky (1880–1936)     | 26/4/1923          | 2/6/1924           | Ủy viên Bộ Chính trị Trung ương Đảng Cộng sản Nga Chủ tịch Hội đồng Công đoàn toàn Nga                                                                  |                    |
| 9                  | Grigory Zinoviev (1883–1936)   | 25/9/1923          | 2/6/1924           | Ủy viên Bộ Chính trị Trung ương Đảng Cộng sản Nga Chủ tịch Ủy ban Chấp hành Quốc tế Cộng sản Chủ tịch Xô Viết Đại biểu Công nhân và Binh lính Petrograd |                    |
| 10                 | Leon Trotsky (1879–1940)       | 25/9/1923          | 2/6/1924           | Ủy viên Bộ Chính trị Trung ương Đảng Cộng sản Nga Ủy viên Dân ủy Quân sự và Hải quân Liên bang                                                          |                    |

## Ủy viên dự khuyết
| Ủy viên dự khuyết | Ủy viên dự khuyết            | Ủy viên dự khuyết | Ủy viên dự khuyết | Ủy viên dự khuyết                                                                                              | Ủy viên dự khuyết |
| STT               | Họ tên (sinh-mất)            | Chức vụ           | Chức vụ           | Chức vụ | Ghi chú           |
| STT               | Họ tên (sinh-mất)            | Nhiệm kỳ          | Nhiệm kỳ          | Chức vụ kiêm nhiệm                                                                                             | Ghi chú           |
| ----------------- | ---------------------------- | ----------------- | ----------------- | --- | ----------------- |
| 1                 | Mikhail Kalinin (1875–1946)  | 26/4/1923         | 2/6/1924          | Ủy viên dự khuyết Bộ Chính trị Đảng Cộng sản Nga Chủ tịch Ủy ban Chấp hành Trung ương Đại hội Xô Viết Toàn Nga |                   |
| 2                 | Vasily Mikhailov (1894–1937) | 26/4/1923         | 2/6/1924          | Ủy viên dự khuyết Ban Bí thư Trung ương Đảng Cộng sản Nga Bí thư thứ nhất Quận ủy Zamoskvorechye               |                   |
| 3                 | Isaak Zelensky (1890–1938)   | 26/4/1923         | 2/6/1924          | Ủy viên dự khuyết Ban Bí thư Trung ương Đảng Cộng sản Nga Bí thư thứ nhất Thành ủy Moskva                      |                   |
| 4                 | Nikolai Bukharin (1888–1938) | 25/9/1923         | 2/6/1924          | Ủy viên Trung ương Đảng Cộng sản Nga Tổng biên tập báo Pravda                                                  |                   |
| 5                 | Ivan Korotkov (1885–1949)    | 25/9/1923         | 2/6/1924          | Ủy viên Trung ương Đảng Cộng sản Nga Bí thư thứ nhất Khu ủy Ivanovo-Voznesensky                                |                   |